# Jean-Louis Bory
Jean-Louis Bory (25. juni 1919 i Méréville – 11. juni 1979 i Méréville) var en fransk forfatter, der i 1945 fik Goncourtprisen for romanen Mon village à l'heure allemande (da: Fremmede i Byen).